# Namri
Namri (sumerisch KUR.ZALAG, altakkadisch NamarKI, spätakkadisch Namar-im, mittelbabylonisch KURNamar/KURNamri) war ein kupfer-, bronze- und eisenzeitliches Königreich. Es lag östlich des Diyala im heutigen Gebiet Hanikin und grenzte an Kermānschāh im nordwestlichen Zāgros-Gebirge.

## Geschichte

### Erste Erwähnungen
In den Ortsnamenlisten von Ebla im 3. Jahrtausend v. Chr. wird die Region NamarKI erwähnt.
Die Bevölkerung in Namri wurde später von den Kassiten gebildet. Es ist jedoch nicht geklärt, ob die Kassiten vor Gründung einer eigenen babylonischen Dynastie in Namri heimisch waren oder erst im späteren Verlauf einwanderten.
Ob Namri nach der Zerstörung Eblas in andere Abhängigkeitsverhältnisse gelangte, ist nicht näher bekannt. Zumindest wurde das Königreich in den Inschriften des kassitischen Königs Nazi-Maruttaš genannt, geriet aber später unter assyrische Kontrolle. Politisch stand Namri Babylon nahe und versuchte öfter, die assyrische Vorherrschaft mit Unterstützung Babylons abzuschütteln.

### Assyrischer Vasall
Namri zahlte Salmanasser III. nach dem Feldzug seines Feldherren (rab-reši) Dajan-Aššur 843 v. Chr. gegen Zamua Tribut.
835 v. Chr. wird von der Rebellion von Namri berichtet, die Dajjan Assur niederwerfen kann.